# 구마적 (조직폭력배)
고시형(舊馬賊, 일본어: 高山勲, 본명: 고시형, 본명 한자: 高時亨, 1907년경? ~ 1960년대경?)은 일제강점기에 활동한 조직폭력배이다. 힘이 장사였다.

## 구마적을 연기한 배우
- 《장군의 아들》 (1990) (배우: 노평철)
- 《야인시대》 (2002) (배우: 이원종)
- 《구마적》 (2019) (배우: 우강민)

## 같이 보기
- 신마적
- 하야시
- 김기환